# Evy Berggren
Evy Margareta Berggren-Westerberg (Skellefteå, 16 de junho de 1934 - Uppsala, 5 de dezembro de 2018) foi uma ginasta sueca. Integrou a equipe sueca de ginástica de aparelhos portáteis na edição do Jogos Olímpicos de Verão de 1952, responsável por garantir o ouro para a Suécia.

## Biografia
Evy Berggren nasceu em Skellefteå, província de Västerbotten, no ano de 1934. Iniciou seus treinamentos de ginástica ainda em sua cidade natal, na Skellefteå GF, academia local da cidade. Posteriormente, também treinou na Gefle Gymnastikförening (Gefle GL) localizado em Gävle.
Após os anos de treinamento, representou a Suécia, nos Campeonato Mundial de Ginástica Artística de 1950, ocorrido em Basileia na Suíça. Nessa edição, Berggren participou do selecionado feminino sueco juntamente com Vanja Blomberg, Karin Lindberg, Gunnel Ljungström, Hjördis Nordin, Ann-Sofi Pettersson, Göta Pettersson e Ingrid Sandahl, equipe responsável por garantir o ouro da competição na categoria por equipe, superando países como a França e a Itália, que completaram o pódio.
Pouco depois de sua passagem no campeonato mundial na Suíça, Berggren participou dos Jogos Olímpicos de Verão de 1952, realizados em Helsínquia, capital da Finlândia. Integrou a equipe sueca na categoria de aparelhos portáteis juntamente com Karin Lindberg, Gun Röring, Göta Pettersson, Ann-Sofi Pettersson, Ingrid Sandahl, Hjördis Nordin e Vanja Blomberg, responsáveis por garantir o ouro para o país, superando a União Soviética e a Hungria. A equipe também garantiu o quarto lugar no feminino por equipes. No exercício individual geral ficou em trigésimo sexto lugar. No solo, ficou em trigésimo sétimo lugar, empatada com a polonesa Barbara Wilk-Ślizowska, a austríaca Ida Kadlec e a também sueca Göta Pettersson. No exercício de trave, ficou classificada em vigésimo sexto lugar.
Após a realização dos jogos olímpicos, a atleta participou do Campeonato Mundial de Ginástica Artística de 1954, que aconteceu na capital italiana, Roma. Na edição, garantiu a medalha de bronze no salto, sendo superado pela soviética Tamara Manina e a sueca Ann-Sofi Pettersson.
Berggren ainda participou da edição seguinte dos Jogos Olímpicos, os Jogos Olímpicos de Verão de 1956 realizado em Melbourne na Austrália. Novamente veio a integrar o selecionado sueco de aparelhos portáteis, juntamente com Maude Karlén, Karin Lindberg, Doris Hedberg, Eva Rönström e Ann-Sofi Colling, sendo responsáveis por garantirem a medalha de prata para a equipe sueca, que foi superada na categoria apenas pela Hungria. No feminino por equipe, a Suécia ficou apenas em oitavo lugar. No individual geral, Berggren, ficou em quadragésimo nono lugar. No solo, ficou em quadragésimo quarto lugar empatada com a estadunidense Doris Fuchs e a búlgara Ivanka Dolzheva. No salto, classificou-se em trigésimo oitavo lugar. No exercício de trave, ficou em quadragésimo sexto lugar empatada com a estadunidense Sandra Ruddick.

### Morte
Berggren morreu na cidade de Uppsala, na província de Uppland, em 2018 aos oitenta e quatro anos.